# Harri Kirvesniemi
Harri Tapani Kirvesniemi (ur. 10 maja 1958 w Mikkeli) – fiński biegacz narciarski, sześciokrotny medalista olimpijski i ośmiokrotny medalista mistrzostw świata.

## Kariera
Jego olimpijskim debiutem były igrzyska w Lake Placid. To właśnie tam zdobył swój pierwszy medal zajmując wraz z Perttim Teurajärvim, Mattim Pitkänenem i Juhą Mieto trzecie miejsce w sztafecie 4 × 10 km. Indywidualnie jego najlepszym wynikiem było 8. miejsce w biegu na 15 km stylem klasycznym. Igrzyska olimpijskie w Sarajewie były najlepszymi w jego karierze. Do brązowego medalu zdobytego wspólne z kolegami w sztafecie Harri dorzucił brązowy medal zdobyty indywidualnie na dystansie 15 km techniką klasyczną. Rozgrywane cztery lata później igrzyska w Calgary były z kolei jedynymi, z których nie przywiózł medalu. W swoim najlepszym indywidualnym występie, w biegu na 15 km stylem klasycznym zajął 8. miejsce. Na trzech kolejnych igrzyskach: w Albertville w 1992 r., w Lillehammer w 1994 r. i w Nagano w 1998 r. sztafeta fińska, której podporą był Kirvesniemi zdobywała brązowe medale. Na igrzyskach w Nagano Kirvesniemi był najstarszym członkiem reprezentacji Finlandii, a od swych kolegów ze sztafety 4 × 10 km był starszy o co najmniej 10 lat.
Kirvesniemi startował w sumie aż na sześciu zimowych igrzyskach olimpijskich, co jest rekordem wśród biegaczy narciarskich. Tylko troje innych biegaczy osiągnęło taki wynik: jego żona Marja-Liisa Kirvesniemi, Niemiec Jochen Behle i Estończyk Andrus Veerpalu. Harri zdobył także rekordową liczbę brązowych medali olimpijskich (sześć). Pod tym względem dorównują mu tylko rosyjski gimnastyk Aleksiej Niemow, niemiecka pływaczka Franziska van Almsick i fiński gimnastyk Heikki Savolainen. Jednakże wszyscy troje zdobywali jeszcze inne medale.
W 1982 r. zadebiutował na mistrzostwach świata biorąc udział w mistrzostwach w Oslo. Na tych mistrzostwach zdobył dwa brązowe medale: w sztafecie razem z Karim Härkönenem, Akim Karvonenem i Juhą Mieto oraz w biegu na 15 km technika dowolną. Kolejny brązowy medal zdobył na rozgrywanych w 1985 r. mistrzostwach świata w Seefeld in Tirol, gdzie zajął 3. miejsce w biegu na 30 km techniką klasyczną. Na tym samym dystansie zajął 4. miejsce podczas mistrzostw świata w Oberstdorfie. Fińska sztafeta zajęła tam 6. miejsce więc Kirvesniemi nie zdobył żadnego medalu. Mistrzostwa świata w Lahti w 1989 r. były najlepszymi w jego karierze. Wraz z Karvonenem, Karim Ristanenem i Jarim Räsänenem zdobył srebrny medal w sztafecie, ponadto został mistrzem świata na dystansie 15 km techniką klasyczną. Na mistrzostwach świata w Val di Fiemme indywidualnie jego najlepszym wynikiem było 5. miejsce w biegu na 30 km stylem klasycznym. na tych samych igrzyskach zdobył jednak brązowy medal w sztafecie. Z mistrzostw świata w Falun nie przywiózł medalu. Najbliżej podium był w sztafecie, w której razem z kolegami zajął 4. miejsce. Na mistrzostwach w Thunder Bay oraz mistrzostwach w Trondheim indywidualnie zawsze plasował się w czołowej dziesiątce, ale nie wyżej niż na piątym miejscu. W zamian za to na obu tych mistrzostwach zdobywał srebrne medale w sztafecie. Na mistrzostwach w Ramsau nie wypadł najlepiej indywidualnie plasując się poza czołową dziesiątką. Ponadto sztafeta fińska zajęła 5. miejsce, wobec czego Kirvesniemi wrócił do domu bez medalu.
W 2001 roku zamieszany był wraz z innymi kolegami z reprezentacji (Jari Isometsä, Janne Immonen, Mika Myllylä, Virpi Kuitunen i Milla Jauho) w największą aferę dopingową w historii fińskiego narciarstwa. Całej szóstce w czasie mistrzostw świata w Lahti udowodniono korzystanie z niedozwolonego preparatu HES. Wszyscy zostali zdyskwalifikowani na dwa lata. Kirvesniemi, który miał wtedy już 43 lata postanowił zakończyć karierę.
Najlepsze wyniki w Pucharze Świata osiągnął w sezonach 1981/1982 i 1983/1984, kiedy w klasyfikacji generalnej zajmował 3. miejsce. Łącznie 16 razy stawał na podium zawodów Pucharu Świata, w tym 6 razy zwyciężał.
W 1998 roku otrzymał medal Holmenkollen. Oprócz niego nagrodzeni w tym roku zostali norweski dwuboista Fred Børre Lundberg oraz dwoje rosyjskich biegaczy: Łarisa Łazutina i Aleksiej Prokurorow.
Jego żona Marja-Liisa Kirvesniemi (z d. Hämäläinen) również uprawiała biegi narciarskie. Obecnie mieszkają w Kitee we wschodniej Finlandii. Kirvesniemi pracuje w fińskiej firmie Kahru produkującej odzież sportową.

## Osiągnięcia

### Igrzyska olimpijskie
| Miejsce | Dzień     | Rok  | Miejscowość | Konkurencja             | Czas biegu | Strata   | Zwycięzca            |
| ------- | --------- | ---- | ----------- | ----------------------- | ---------- | -------- | -------------------- |
| 18.     | 14 lutego | 1980 | Lake Placid | 30 km stylem klasycznym | 1:27:02,8  | +4:32,3  | Nikołaj Zimiatow     |
| 8.      | 17 lutego | 1980 | Lake Placid | 15 km stylem klasycznym | 41:57,63   | +1:04,38 | Thomas Wassberg      |
| 3.      | 20 lutego | 1980 | Lake Placid | Sztafeta 4 × 10 km      | 1:57:03,46 | +2:56,72 | ZSRR                 |
| 7.      | 10 lutego | 1984 | Sarajewo    | 30 km stylem dowolnym   | 1:28:56,3  | +2:54,0  | Nikołaj Zimiatow     |
| 3.      | 13 lutego | 1984 | Sarajewo    | 15 km stylem klasycznym | 41:25,6    | +20,0    | Gunde Svan           |
| 3.      | 16 lutego | 1984 | Sarajewo    | Sztafeta 4 × 10 km      | 1:55:06,3  | +1:25,1  | Szwecja              |
| 4.      | 19 lutego | 1984 | Sarajewo    | 50 km stylem klasycznym | 2:15:55,8  | +2:38,3  | Thomas Wassberg      |
| 9.      | 15 lutego | 1988 | Calgary     | 30 km stylem klasycznym | 1:24:26,3  | +2:23,3  | Aleksiej Prokurorow  |
| 8.      | 19 lutego | 1988 | Calgary     | 15 km stylem klasycznym | 41:18,9    | +1:23,9  | Michaił Diewiatjarow |
| 8.      | 22 lutego | 1988 | Calgary     | Sztafeta 4 × 10 km      | 1:43:58,6  | +4:25,4  | Szwecja              |
| 22.     | 27 lutego | 1988 | Calgary     | 50 km stylem dowolnym   | 2:04:30,9  | +7:10,9  | Gunde Svan           |
| 10.     | 10 lutego | 1992 | Albertville | 30 km stylem klasycznym | 1:22:27,8  | +3:00,7  | Vegard Ulvang        |
| 6.      | 13 lutego | 1992 | Albertville | 10 km stylem klasycznym | 27:36,0    | +27,3    | Vegard Ulvang        |
| 11.     | 15 lutego | 1992 | Albertville | 10+15 km pościgowy      | 1:05:37,9  | +2:32,5  | Bjørn Dæhlie         |
| 3.      | 18 lutego | 1992 | Albertville | Sztafeta 4 × 10 km      | 1:39:26,0  | +1:56,9  | Norwegia             |
| 9.      | 17 lutego | 1994 | Lillehammer | 10 km stylem klasycznym | 24:20,1    | +53,1    | Bjørn Dæhlie         |
| 3.      | 22 lutego | 1994 | Lillehammer | Sztafeta 4 × 10 km      | 1:41:15,0  | +1:00,6  | Włochy               |
| 12.     | 27 lutego | 1994 | Lillehammer | 50 km stylem klasycznym | 2:07:20,3  | +3:59,0  | Władimir Smirnow     |
| 6.      | 9 lutego  | 1998 | Nagano      | 30 km stylem klasycznym | 1:33:55,8  | +3:50,1  | Mika Myllylä         |
| 13.     | 12 lutego | 1998 | Nagano      | 10 km stylem klasycznym | 27:24,5    | +58,0    | Bjørn Dæhlie         |
| 3.      | 17 lutego | 1998 | Nagano      | Sztafeta 4 × 10 km      | 1:40:55,7  | +1:19,8  | Norwegia             |

### Mistrzostwa świata
| Miejsce | Dzień       | Rok  | Miejscowość      | Konkurencja             | Czas biegu  | Strata  | Zwycięzca        |
| ------- | ----------- | ---- | ---------------- | ----------------------- | ----------- | ------- | ---------------- |
| 3.      | 23 lutego   | 1982 | Oslo             | 15 km stylem dowolnym   | 38:52,5     | +9,9    | Oddvar Brå       |
| 3.      | 25 lutego   | 1982 | Oslo             | Sztafeta 4 × 10 km      | 1:56:27,6   | +2:21,8 | Norwegia · ZSRR  |
| 9.      | 27 lutego   | 1982 | Oslo             | 50 km stylem klasycznym | 2:32:00,9   | +4:57,9 | Thomas Wassberg  |
| 3.      | 18 stycznia | 1985 | Seefeld in Tirol | 30 km stylem klasycznym | 1:18:24,1   | +36,1   | Gunde Svan       |
| 6.      | 22 stycznia | 1985 | Seefeld in Tirol | 15 km stylem klasycznym | 40:42,7     | +1:14,7 | Kari Härkönen    |
| 4.      | 24 stycznia | 1985 | Seefeld in Tirol | Sztafeta 4 × 10 km      | 1:52:21,0   | +40,8   | Norwegia         |
| 7.      | 27 stycznia | 1985 | Seefeld in Tirol | 50 km stylem klasycznym | 2:10:49,9   | +2:57,3 | Gunde Svan       |
| 4.      | 12 lutego   | 1987 | Oberstdorf       | 30 km stylem klasycznym | 1:24:30,1   | +2:48,6 | Thomas Wassberg  |
| 12.     | 15 lutego   | 1987 | Oberstdorf       | 15 km stylem klasycznym | 43:01,8     | ?       | Marco Albarello  |
| 6.      | 15 lutego   | 1987 | Oberstdorf       | Sztafeta 4 × 10 km      | 1:38:04,6   | +2:31,9 | Szwecja          |
| 4.      | 18 lutego   | 1989 | Lahti            | 30 km stylem klasycznym | 1:24:56,9   | +39,7   | Władimir Smirnow |
| 1.      | 22 lutego   | 1989 | Lahti            | 15 km stylem klasycznym | 42:40,7     | –       | –                |
| 2.      | 24 lutego   | 1989 | Lahti            | Sztafeta 4 × 10 km      | 1:40:12,3   | +1,3    | Szwecja          |
| 5.      | 7 lutego    | 1991 | Val di Fiemme    | 30 km stylem klasycznym | 1:16:12,4   | +1:19,2 | Gunde Svan       |
| 6.      | 11 lutego   | 1991 | Val di Fiemme    | 10 km stylem klasycznym | 25:55.0 min | +21.1 s | Terje Langli     |
| 3.      | 15 lutego   | 1991 | Val di Fiemme    | Sztafeta 4 × 10 km      | 1:39:47,3   | +2:24,7 | Norwegia         |
| 10.     | 20 lutego   | 1993 | Falun            | 30 km stylem klasycznym | 1:17:33,6   | +1:47,0 | Bjørn Dæhlie     |
| 18.     | 22 lutego   | 1993 | Falun            | 10 km stylem klasycznym | 24:51,6     | +1:10,1 | Sture Sivertsen  |
| 4.      | 26 lutego   | 1993 | Falun            | Sztafeta 4 × 10 km      | 1:44:14,9   | +2:22,7 | Norwegia         |
| 6.      | 9 marca     | 1995 | Thunder Bay      | 30 km stylem klasycznym | 1:15:52,3   | +2:46,0 | Władimir Smirnow |
| 5.      | 11 marca    | 1995 | Thunder Bay      | 10 km stylem klasycznym | 24:52,3     | +42,0   | Władimir Smirnow |
| 7.      | 13 marca    | 1995 | Thunder Bay      | 10+15 km pościgowy      | 1:06:19,5   | +1:25,9 | Władimir Smirnow |
| 2.      | 17 marca    | 1995 | Thunder Bay      | Sztafeta 4 × 10 km      | 1:34:27,1   | +43,4   | Norwegia         |
| 8.      | 24 lutego   | 1997 | Trondheim        | 10 km stylem klasycznym | 23:41,8     | +1:02,1 | Bjørn Dæhlie     |
| 2.      | 28 lutego   | 1997 | Trondheim        | Sztafeta 4 × 10 km      | 1:37:06,1   | +2:11,2 | Norwegia         |
| 13.     | 22 lutego   | 1999 | Ramsau           | 10 km stylem klasycznym | 24:19,2     | +57,0   | Mika Myllylä     |
| 5.      | 26 lutego   | 1999 | Ramsau           | Sztafeta 4x10 km        | 1:35:07,5   | +1:48,8 | Austria          |
| 13.     | 28 lutego   | 1999 | Ramsau           | 50 km stylem klasycznym | 2:18:08,7   | +5:33,1 | Mika Myllylä     |
| 4.      | 15 lutego   | 2001 | Lahti            | 15 km stylem klasycznym | 39:26,0     | +40,3   | Per Elofsson     |
| 8.      | 19 lutego   | 2001 | Lahti            | 30 km stylem klasycznym | 1:14:17,9   | +1:06,6 | Andrus Veerpalu  |
| 1.      | 22 lutego   | 2001 | Lahti            | Sztafeta 4 × 10 km      | 1:36:15,5   | –       | –                |

### Puchar Świata
W sezonach 1973/1974 - 1980/1981 Puchar Świata rozgrywany był nieoficjalnie.

#### Miejsca w klasyfikacji generalnej
- sezon 1979/1980: 7.
- sezon 1980/1981: 4.
- sezon 1981/1982: 3.
- sezon 1982/1983: 14.
- sezon 1983/1984: 3.
- sezon 1984/1985: 9.
- sezon 1985/1986: 17.
- sezon 1986/1987: 9.
- sezon 1987/1988: 15.
- sezon 1988/1989: 12.
- sezon 1989/1990: 12.
- sezon 1990/1991: 13.
- sezon 1991/1992: 7.
- sezon 1992/1993: 29.
- sezon 1993/1994: 12.
- sezon 1994/1995: 7.
- sezon 1995/1996: 21.
- sezon 1996/1997: 29.
- sezon 1997/1998: 38.
- sezon 1998/1999: 33.
- sezon 1999/2000: 14.
- sezon 2000/2001: 57.

#### Zwycięstwa w zawodach
| Nr | Dzień       | Rok  | Miejscowość   | Konkurencja             | Czas biegu |
| -- | ----------- | ---- | ------------- | ----------------------- | ---------- |
| 1. | 13 stycznia | 1981 | Kastelruth    | 15 km                   | ?          |
| 2. | 19 marca    | 1982 | Štrbské Pleso | 15 km stylem klasycznym | ?          |
| 3. | 10 stycznia | 1987 | Calgary       | 15 km stylem klasycznym | ?          |
| 4. | 22 lutego   | 1989 | Lahti         | 30 km łączony           | 42:40,7    |
| 5. | 12 marca    | 1994 | Falun         | 30 km stylem klasycznym | 1:21:44,3  |
| 6. | 14 stycznia | 1995 | Nové Město    | 15 km stylem klasycznym | 37:32,7    |
| 7. | 11 marca    | 2000 | Oslo          | 50 km stylem dowolnym   | 2:02:50,5  |

#### Miejsca na podium
| Nr  | Dzień       | Rok  | Miejscowość      | Konkurencja             | Czas biegu | Pozycja | Strata | Zwycięzca               |
| --- | ----------- | ---- | ---------------- | ----------------------- | ---------- | ------- | ------ | ----------------------- |
| 1.  | 15 grudnia  | 1979 | Davos            | 15 km                   | ?          | 2       | ?      | Juha Mieto              |
| 2.  | 13 grudnia  | 1980 | Davos            | 15 km                   | ?          | 2       | ?      | Jewgienij Bielajew      |
| 3.  | 20 grudnia  | 1980 | Ramsau           | 15 km                   | ?          | 3       | ?      | Aleksandr Zawjałow      |
| 4.  | 13 stycznia | 1981 | Kastelruth       | 15 km                   | ?          | 1       | ?      | –                       |
| 5.  | 23 lutego   | 1982 | Oslo             | 15 km stylem dowolnym   | 38:52,5    | 3       | +9,8   | Oddvar Brå              |
| 6.  | 19 marca    | 1982 | Štrbské Pleso    | 15 km stylem klasycznym | ?          | 1       | ?      | –                       |
| 7.  | 27 marca    | 1982 | Castelrotto      | 15 km stylem dowolnym   | ?          | 3       | ?      | Bill Koch               |
| 8.  | 10 grudnia  | 1983 | Reit im Winkl    | 15 km stylem dowolnym   | ?          | 2       | ?      | Nikołaj Zimiatow        |
| 9.  | 13 lutego   | 1984 | Sarajewo         | 15 km stylem klasycznym | 41:25,6    | 3       | +20,0  | Gunde Svan              |
| 10. | 18 stycznia | 1985 | Seefeld in Tirol | 30 km stylem klasycznym | 1:18:24,1  | 3       | +26,1  | Gunde Svan              |
| 11. | 3 marca     | 1985 | Lahti            | 50 km stylem klasycznym | ?          | 3       | ?      | Tor Håkon Holte         |
| 12. | 10 stycznia | 1987 | Calgary          | 15 km stylem klasycznym | ?          | 1       | –      | –                       |
| 13. | 27 marca    | 1988 | Rovaniemi        | 50 km stylem klasycznym | ?          | 3       | ?      | Pål Gunnar Mikkelsplass |
| 14. | 22 lutego   | 1989 | Lahti            | 30 km łączony           | 42:40,7    | 1       | –      | –                       |
| 15. | 10 marca    | 1990 | Örnsköldsvik     | 30 km stylem klasycznym | ?          | 2       | ?      | Terje Langli            |
| 16. | 16 marca    | 1991 | Oslo             | 50 km stylem klasycznym | ?          | 2       | ?      | Vegard Ulvang           |
| 17. | 12 marca    | 1994 | Falun            | 30 km stylem klasycznym | 1:21:44,3  | 1       | –      | –                       |
| 18. | 14 stycznia | 1995 | Nové Město       | 15 km stylem klasycznym | 37:32,7    | 1       | –      | –                       |
| 19. | 12 stycznia | 2000 | Nové Město       | 15 km stylem klasycznym | 37:03,6    | 3       | 19,2   | Thomas Alsgaard         |
| 20. | 11 marca    | 2000 | Oslo             | 50 km stylem dowolnym   | 2:02:50,5  | 1       | –      | –                       |